# Митрофанов, Михаил Васильевич
Михаил Васильевич Митрофанов — фрезеровщик Ульяновского приборостроительного завода Министерства авиационной промышленности СССР, Герой Социалистического Труда (1971).

## Биография
Родился 16 января 1929 года в селе Старая Бесовка Новомалыклинского района Ульяновского округа Средне-Волжской области.
Рано осиротел, воспитывался дальними родственниками. В 1944 году поступил в Ульяновское ремесленное училище № 2 и по его окончании (1946) работал слесарем-инструментальщиком на заводе № 280 (п/я 99) Минавиапрома СССР (Ульяновск).
В 1951—1954 годах служил в Армии. После увольнения в запас в декабре 1954 года вернулся на завод (с мая 1961 года — Ульяновский приборостроительный завод, а с декабря 1980 года — Ульяновское приборостроительное производственное объединение). Освоил профессию фрезеровщика.
За высокие производственные показатели в 1963 году награждён значком «Ударник коммунистического труда», в 1968 году присвоено звание «Лучший фрезеровщик отрасли». Рационализатор, новатор производства. Лучший наставник (1976): обучил своей профессии более 30 учеников.
Указом Президиума Верховного Совета СССР от 26 апреля 1971 года («закрытым») за выдающиеся заслуги в выполнении пятилетнего плана 1966—1970 годов и создание новой техники присвоено звание Героя Социалистического Труда с вручением ордена Ленина и золотой медали «Серп и Молот».
Избирался членом Ульяновского горкома КПСС, депутатом Ульяновского областного Совета народных депутатов.
С 1994 г. на пенсии.
Жил в Ульяновске. Умер 19 июля 2021 года.